# Gymnobothrus subcarinatus
Gymnobothrus subcarinatus är en insektsart som först beskrevs av Bolívar, I. 1922.  Gymnobothrus subcarinatus ingår i släktet Gymnobothrus och familjen gräshoppor. Inga underarter finns listade i Catalogue of Life.